# Rangsi (Rolpa)
Rangsi (nep. राङ्सी) – gaun wikas samiti w zachodniej części Nepalu w strefie Rapti w dystrykcie Rolpa. Według nepalskiego spisu powszechnego z 2011 roku liczył on 952 gospodarstwa domowe i 4650 mieszkańców (2578 kobiet i 2072 mężczyzn).